# Trichomanes egleri
Trichomanes egleri är en hinnbräkenväxtart som beskrevs av P. G. Windisch. Trichomanes egleri ingår i släktet Trichomanes och familjen Hymenophyllaceae. Inga underarter finns listade.